# Leo Cholevius
Karl Leo Cholevius (* 11. März 1814 in Barten, Provinz Ostpreußen; † 13. Dezember 1878 in Königsberg i. Pr.) war ein deutscher Lehrer und Literaturhistoriker in Königsberg.

## Leben
Als Sohn des Kaufmanns Karl Ludwig Cholevius und seiner Frau Amalie geb. Agleister besuchte Cholevius das Gymnasium in Rastenburg. Seit dem Sommersemester 1833 studierte er an der Albertus-Universität Königsberg Philologie und Geschichte, vor allem bei Friedrich Wilhelm Schubert. Im selben Semester wurde er Mitglied des Corps Masovia. Nach dem Examen pro facultate docendi (1837) und dem Probejahr in Rastenburg kam er 1839 als Hilfslehrer an das Kneiphöfische Gymnasium in Königsberg. Im selben Jahr wurde er dort ordentlicher Lehrer und 1857 Gymnasialprofessor. Zu seinen Schülern zählen Paul Schlenther und Ernst Wichert.
Schwerpunkte seiner Arbeit waren die deutschsprachige Literatur des 18. und 19. Jahrhunderts, Johann Gottfried Herder, deutsche Lyrik, der deutsche Roman des 17. Jahrhunderts und die Literatur Ostpreußens. Cholevius war Mitglied der Königlichen Deutschen Gesellschaft (Königsberg). Für John Koch war er ein „Verfasser einst hochgeschätzter Werke über deutsche Literatur und deutschen Unterricht […] ein wohlbeleibter, jovialer alter Herr und starker Schnupfer“.

## Ehrungen
- Dr. phil. h. c. der Albertus-Universität (1862)
- Leo Cholevius-Stipendium für Schüler des Kneiphöfschen Gymnasiums

## Veröffentlichungen
- Dispositionen und Materialien zu deutschen Aufsätzen, 2 Bände. Leipzig 1860–1862, 10. Auflage 1886–1887
- Praktische Anleitung zur Abfassung deutscher Aufsätze. Leipzig 1868, 6. Auflage 1893
- Geschichte der deutschen Poesie nach ihren antiken Elementen, 2 Bände. Leipzig 1854–1856
- Über Herkules´ und Valiskas Wundergeschichte von A. H. Bucholtz. Königsberg 1864
- Die bedeutendsten deutschen Romane des 17. Jahrhunderts. Leipzig 1866 Google-Books (eine Pionierarbeit auf dem Feld der Barockforschung)
- Ästhetische und historische Einleitung nebst fortlaufender Erläuterung zu Goethes Hermann und Dorothea. Leipzig 1863, 3. Auflage 1897 Google-Books